# Мельница (Карелия)
Мельница — упразднённая в 1957 году деревня Святозерского сельсовета Пряжинского района Республики Карелия. Была включена в состав деревни Важинская Пристань, ныне урочище на территории Святозерского сельского поселения.

## География
Расположена на западном берегу Святозера.

### Географическое положение
Согласно «Списку населённых мест Олонецкой губернии по сведениям за 1905 год» деревня Мельница находится на расстоянии:
- до уездного города 70 вёрст
- до волостного правления (Святозеро) 7 вёрст
- до ближайшей деревни или села 2 версты
- до отделения почты 6 вёрст
- до пароходной пристани 71 верста
- до школы 2,5 версты.

## История
До революции входила в Святозерское общество Святозерской волости Петрозаводского уезда Олонецкой губернии.
В годы Советско-финской войны (1941—1944) территория была оккупирована. Освобождена советскими войсками летом 1944 года в ходе Свирско-Петрозаводской операции.
Указом Президиума Верховного Совета Карельской АССР от 28 октября 1957 г. к Важинской Пристани были присоединены деревни Вашаково, Кара, Мельница и Сигнаволок.

## Население
Численность населения деревни в 1905 году составляла 40 человек, по 20 мужчин и женщин.

## Инфраструктура
К 1905 году в 5 дворах 7 крестьянские семьи содержали скот: 12 лошадей, 27 коров и 29 голов прочего скота.

## Транспорт
Стоит вблизи автодороги общего пользования регионального значения «Подъезд к п. Верхние Важины» (идентификационный номер 86 ОП РЗ 86К-263).